# Fakulteta za psihologijo na Dunaju
Fakulteta za psihologijo (izvirno nemško Fakultät für Psychologie), s sedežem na Dunaju, je fakulteta, ki je članica Univerze na Dunaju.